# Advenogonium fuegiae
Advenogonium fuegiae är en kräftdjursart som först beskrevs av Brenda Lía Doti och Daniel Roccatagliata 2005.  Advenogonium fuegiae ingår i släktet Advenogonium och familjen Paramunnidae. Inga underarter finns listade i Catalogue of Life.